# Marko Anđelković
Marko Anđelković (in serbo Марко Анђелковић?; Belgrado, 12 ottobre 1984) è un ex calciatore serbo, di ruolo centrocampista.

## Carriera
Ha giocato 3 partite nella prima divisione serba, 12 in quella rumena, 73 in quella lituana e 16 in quella islandese, oltre a 7 partite nei turni preliminari di Champions League e 3 partite nei turni preliminari di Europa League.

## Palmarès

### Club

#### Competizioni nazionali
- Campionato lituano: 2

Ekranas: 2011, 2012
- Supercoppa di Lituania: 1

Ekranas: 2011
- Srpska Liga: 1

Budućnost Dobanovci: 2015-2016 (Beogradska Liga)